# 國防部資通電軍指揮部
國防部資通電軍指揮部（簡稱），簡稱資電部，為中華民國國防部直屬軍事機構，主要任務為電子作戰、資訊作戰、網路管理及軍線（軍用電話線）維護管理，受國防部通信電子資訊參謀次長室管轄，在臺灣本島各縣市及外島、離島均有駐地。

## 編制
資電部設一席中將和三席少將共四位將官編制，資電部轄下有二個聯隊和一中心，是專門針對中國人民解放軍戰略支援部隊電子作戰威脅設立的反制網軍單位，目前也是中華民國國軍唯一兼具「攻守一體」特性的軍事網路安全單位。
- 指揮官 1位 中將
  - 副指揮官 1位 少將
  - 參謀長 1位 少將
    - 副參謀長 1位 上校
    - 政戰主任 1位 上校
    - 資訊通信聯隊隊長 1位 少將
    - 網路戰聯隊聯隊長 1位 少將
    - 電子作戰中心主任 1位 上校
    - 處長 上校
    - 大隊長 上校
      - 作業隊長 少校

資電部下轄網路作戰處、電子作戰處、資訊通訊處、後勤處。
- 資訊通信聯隊
  - 資訊通信支援第一大隊（前身陸軍第六軍團指揮部資電第七三群）
  - 資訊通信支援第二大隊（前身陸軍第十軍團指揮部資電第七四群）
  - 資訊通信支援第三大隊（前身陸軍第八軍團指揮部資電第七五群）
  - 花蓮資訊通信作業隊（前身陸軍花東防衛指揮部通資作業連）
  - 金門資訊通信作業隊（前身陸軍金門防衛指揮部通資作業連）
- 網路戰聯隊
  - 指管防護大隊
  - 網路作戰大隊
- 電子作戰中心

## 歷史
- 1964年7月，「國防部軍事通信系統指揮部」成立，為國防部循美軍援華顧問團建議成立之臨時編組，旨在精簡國軍各軍種通信兵力、汰除老舊重疊通信系統，以符國軍戰略通信需要。
- 1964年9月16日，軍事通信系統指揮部擴編成立「國防部統一通信指揮部」（簡稱「統指部」、「通指部」），為國防部直屬三級機關，採陸海空軍聯合編組型態。
- 1972年7月25日，國防部與交通部令，訂定發布《臺灣地區公民營通信設施管制運用辦法》。第24條規定，國軍與交通部臺灣電信管理局相互支援通信設施，以互借長途電路為原則，地點及數量由統一通信指揮部與臺灣電信管理局另行協議。
- 2001年1月1日，因應資訊科技發展及資訊戰網路攻擊的威脅，統一通信指揮部轉型更名為「國防部通信資訊指揮部」，負責國軍通信資訊網路暨系統的運作、資訊攻防能量的整備與運用，並執行資通安全、電腦緊急應變、制變暨資訊戰等任務。
- 2004年4月20日，通信資訊指揮部改編為「國防部參謀本部資電作戰指揮部」，直屬國防部參謀本部，並新成立電子作戰組專責擬定電子戰計畫、推動政策與管理分配頻譜等任務；原訓練班則調整為「資電模擬訓練中心」，作為資電人才統一訓練的機構[6]。
- 2017年6月29日，新北市新店區國防部忠信營區舉辦「國防部參謀本部資通電軍指揮部編成典禮」。
- 2017年7月1日，資電作戰指揮部升格「國防部參謀本部資通電軍指揮部」，設於忠信營區，直屬國防部參謀本部，指揮官從少將改為中將編制[7][8][9]。
- 2021年5月21日，立法院三讀通過《國防部組織法》修正條文，規定資通電軍指揮部自2022年1月1日起改為國防部直屬軍事機構[7][10]。
- 2022年1月1日，資通電軍指揮部改為「國防部資通電軍指揮部」，設於忠信營區，直屬國防部。
- 2024年12月6日，臺灣臺北地方檢察署偵辦憲兵第二一一營與資通電軍指揮部共諜案，依《貪污治罪條例》與《國家安全法》將憲兵第二一一營退役士官三人與資通電軍指揮部退役上兵陳文豪起訴。
- 2025年3月17日，中华人民共和国国家安全部微信公众号公开曝光了资通电军的4名重要成员，分别是网络战联队网络环境研析中心负责人林钰书，网络战联队网络环境研析中心战队队长蔡杰宏、网络战联队网络环境研析中心现役人员粘孝帆、网络战联队网络环境研析中心现役人员王浩铭，曝光了他们的身份证号码和出生日期，以及他们对大陆进行渗透的行为[11]。
- 2025年5月20日、27日，中国大陆广州市公安局天河区分局发布《警情通报》，称广州某科技公司遭受网络攻击并向公安机关报案，公安机关初步查明，该公司遭受的网络攻击是资通电军所为。6月5日，广州市公安局天河区分局发布悬赏通告，对宁恩纬等20名参与实施网络攻击活动的重要犯罪嫌疑人进行悬赏通缉[12][13]。

## 歷任指揮官／副指揮官

### 指揮官
| 序 | 圖像 | 姓名            | 任期                         | 備註                                               |
| -- | ---- | --------------- | ---------------------------- | -------------------------------------------------- |
| 1  |      | 馬英漢 陸軍中將 | 2017年7月1日－2022年10月31日 | - 本軍首任 - 首位陸軍出身                          |
| 2  |      | 簡華慶 陸軍中將 | 2022年11月1日－2025年2月28日 | - 陸軍出身 - 副指揮官升任 - 後升任國安局副局長     |
| 3  |      | 毛建秋 陸軍中將 | 2025年3月1日－現任           | - 中正理工79年班/專 - 通次室資安暨網戰整備處長升任 |

### 副指揮官
| 序 | 圖像 | 姓名            | 任期                          | 備註                                                         |
| -- | ---- | --------------- | ----------------------------- | ------------------------------------------------------------ |
| 1  |      | 唐存寬 空軍少將 | 2017年7月1日－2022年3月31日   | - 本軍首任 - 首位空軍出身 - 2022年4月1日退役                 |
| 2  |      | 簡華慶 陸軍少將 | 2022年4月1日－2022年10月31日  | - 首位陸軍出身 - 通次室資安處處長調任 - 後升任資通電軍指揮官 |
| 3  |      | 毛建秋 陸軍少將 | 2022年11月1日－2023年12月31日 | - 陸軍出身 - 參謀長升任                                      |
| 4  |      | 王岳洋 海軍少將 | 2024年1月1日－現任            | - 海軍出身 - 參謀長升任                                      |

## 歷任參謀長／副參謀長

### 參謀長
| 序 | 圖像 | 姓名 | 任期 | 備註 |
| -- | ---- | ---- | ---- | ---- |
|    |      |      |      |      |

### 副參謀長
| 序 | 圖像 | 姓名 | 任期 | 備註 |
| -- | ---- | ---- | ---- | ---- |
|    |      |      |      |      |